# Witold Doliwa-Andruszewicz

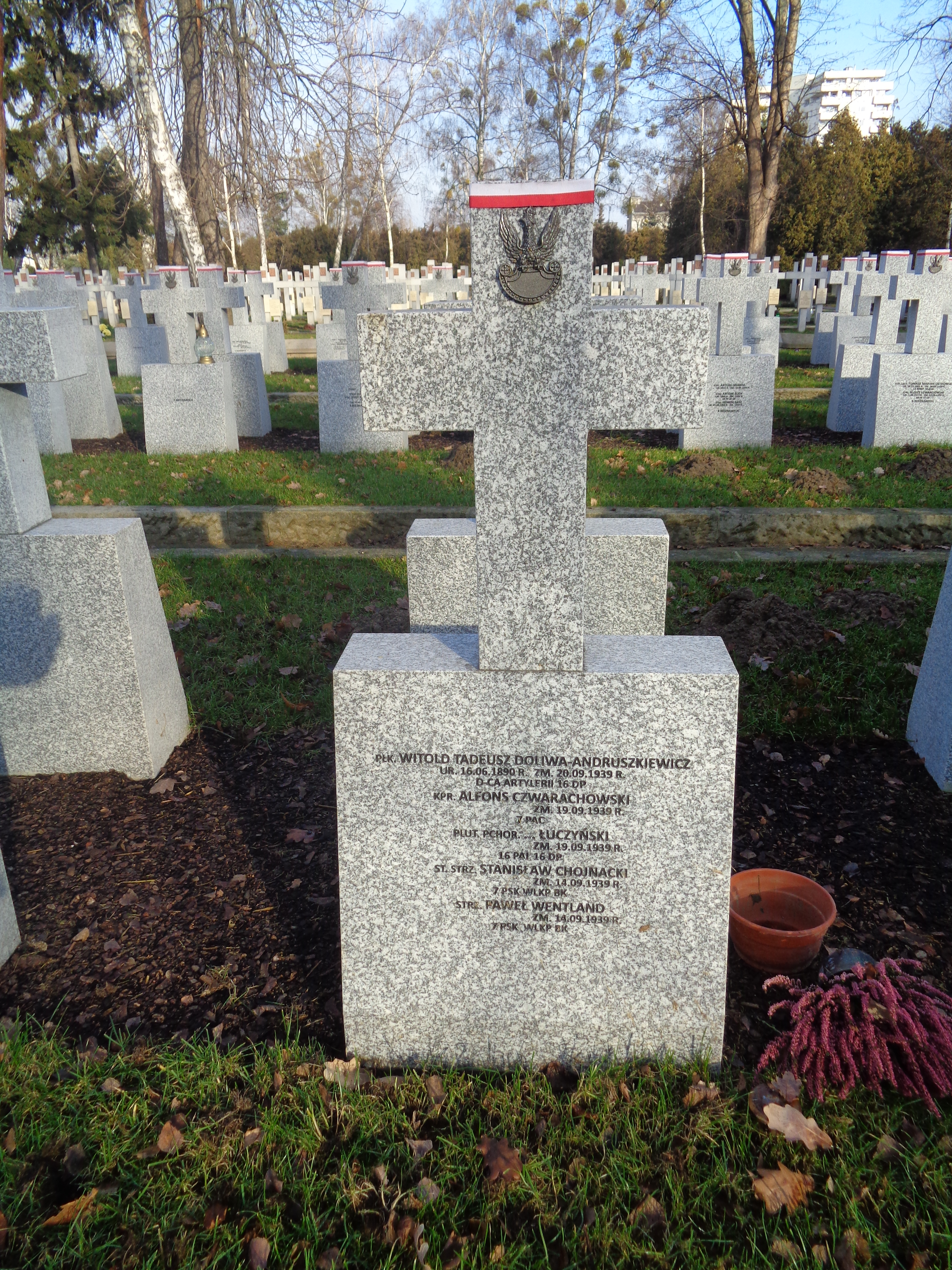
Grób Witolda Doliwy-Andruszewicza na Cmentarzu Wojskowym na Powązkach

Witold Tadeusz Andruszewicz-Doliwa (ur. 16 czerwca 1890 w Barszczowicach, zm. 20 września 1939 w Tułowicach) – pułkownik artylerii Wojska Polskiego, kawaler Orderu Virtuti Militari.

## Życiorys
Urodził się 16 czerwca 1890 w Barszczowicach, w ówczesnym powiecie lwowskim Królestwa Galicji i Lodomerii, w rodzinie Bolesława i Marii z d. Lachman.
W czasie I wojny światowej walczył w szeregach cesarskiej i królewskiej Armii. Jego oddziałem macierzystym był Pułk Armat Polowych Nr 29, w 1916 przemianowany na Pułk Armat Polowych Nr 2, a dwa lata później na Pułk Artylerii Polowej Nr 2. W czasie służby w c. i k. Armii awansował na podporucznika ze starszeństwem z 1 stycznia 1916, a później porucznika ze starszeństwem z 1 lutego 1918 w korpusie oficerów rezerwy artylerii polowej i górskiej.
3 maja 1922 roku został zweryfikowany w stopniu majora ze starszeństwem z dniem 1 czerwca 1919 roku i 143. lokatą w korpusie oficerów artylerii, a jego oddziałem macierzystym był 11 pułk artylerii polowej. W 1924 roku dowodził III dywizjonem 11 pułku artylerii polowej w Stanisławowie. 31 października 1927 roku został przesunięty ze stanowiska dowódcy dywizjonu na stanowisko kwatermistrza. W kwietniu 1928 roku został przeniesiony z 11 pap do 25 pułku artylerii polowej w Kaliszu na stanowisko dowódcy III dywizjonu. 23 stycznia 1929 roku został mianowany podpułkownikiem ze starszeństwem z dniem 1 stycznia 1929 roku i 4. lokatą w korpusie oficerów artylerii. 27 kwietnia 1929 roku został przeniesiony do 3 pułku artylerii polowej Legionów w Zamościu na stanowisko zastępcy dowódcy pułku. 28 czerwca 1933 roku ogłoszono jego przeniesienie do 16 pułku artylerii lekkiej w Grudziądzu na stanowisko dowódcy pułku. Obowiązki dowódcy pułku łączył z funkcją prezesa tamtejszego oddziału Polskiego Związku Zachodniego. Na stopień pułkownika został awansowany ze starszeństwem z dniem 1 stycznia 1936 roku i 3. lokatą w korpusie oficerów artylerii. 9 listopada 1938 roku został dowódcą artylerii dywizyjnej 16 Dywizji Piechoty w Grudziądzu. 
Na tym stanowisku walczył w kampanii wrześniowej 1939 roku. 20 września poległ w bitwie nad Bzurą, w nocnym natarciu w okolicach Tułowic. Pochowany na Cmentarzu Wojskowym na Powązkach (kwatera 10B-6-7).

## Ordery i odznaczenia
- Krzyż Srebrny Orderu Wojskowego Virtuti Militari nr 3212[2]
- Krzyż Oficerski Orderu Odrodzenia Polski (11 listopada 1937)[16]
- Krzyż Walecznych (dwukrotnie)[4]
- Brązowy Medal Zasługi Wojskowej z mieczami na wstążce Krzyża Zasługi Wojskowej (Austro-Węgry)[17]
- Krzyż Wojskowy Karola (Austro-Węgry)[17]